# Marais saumâtre

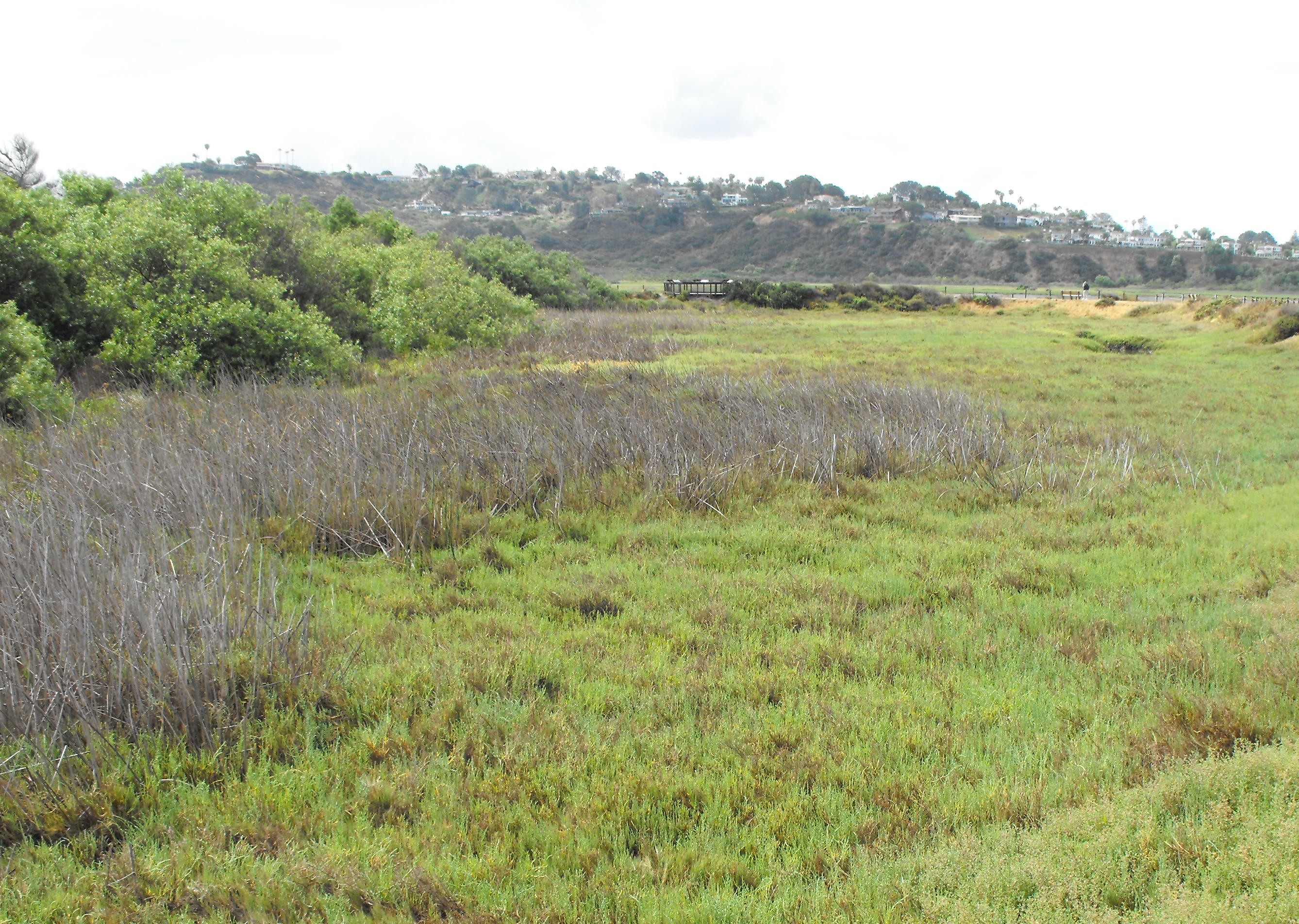
Marais saumâtre, section du San Elijo Lagoon à Comté de San Diego, Californie

Les marais saumâtres se développent dans des schorres où un afflux important d'eau douce dilue l'eau de mer pour atteindre des niveaux de salinité saumâtre. Cela se produit généralement en amont des marais, salés par les estuaires des rivières côtières, ou près de l'embouchure des rivières côtières avec de lourds déversements d'eau douce dans les conditions de marée basse.

## Voie aussi
- Marais maritime
- Zone humide
- Marais
- Slikke et  Schorre